# Theodor Jacobi
Wilhelm Alexander Theodor Jacobi (* 31. Januar 1816 in Neisse; † 23. Februar 1848 in Breslau) war ein deutscher Germanist.

## Leben
Der Sohn des 1833 verstorbenen Obersten Paul Friedrich Jacobi besuchte das Gymnasium in Neisse und ging 1834 an die Universität Breslau, wo er zunächst an der juristischen, dann an der philosophischen Fakultät studierte. 1837 ging er zum weiteren Studium nach Berlin und kam 1839 zurück nach Breslau. Dort wurde er 1839 mit der Dissertation De Ottocari chronico austriaco zum Dr. phil. promoviert. Er blieb an der Universität und wurde dort nach kurzer Zeit auch habilitiert. 
Ab 1840 lehrte Jacobi als Privatdozent an der Universität Breslau. Er hielt viele Fachvorträge und wurde Ende 1843 zum außerordentlichen Professor ernannt. Als ambitionierte wissenschaftliche Kraft verstarb Jacobi im Amt. Er verband unter anderem in seinem Wirken die linguistischen und altdeutschen Studien mit dem Studium der neueren und neuesten deutschen Literatur und wurde zum Vorbild anderer Bearbeiter dieses Feldes.

## Veröffentlichungen (Auswahl)
- De Ottocari chronico austriaco, Verlag Hirt, Breslau 1839.
- Codex epistolaris Johannis regis Bohemiae, Trautwein, Berlin 1841.
- Beiträge zur deutschen Grammatik, Berlin 1843.
- Untersuchungen über die Bildung der Nomina in den germanischen Sprachen, 1. Heft, Breslau 1847.